# Римська красуня
«Римська красуня» (італ. La bella di Roma) — італійська чорно-біла кінокомедія режисера Луїджі Коменчіні, що вийшла у 1955 році з Альберто Сорді та Сільваною Пампаніні у головних ролях.

## Сюжет
Наніна (Сільвана Пампаніні) і боксер Маріо (Антоніо Чіфар'єлло) хочуть одружитися. Вони стараються заробити гроші на маленький ресторанчик «Римська красуня», але Маріо заарештовують. Наніні вдається влаштуватися касиркою у барі вдівця Ореста (Паоло Стоппа), який теж має намір одружитися з нею. Сусід Ореста — Ґракко (Альберто Сорді) теж починає залицятися до Наніни, хоч одружений і має сина.

## Ролі виконують
- Альберто Сорді — Ґракко
- Сільвана Пампаніні — Наніна
- Луїзелла Бегі[it] — Інес, дружина Ґракко
- Паоло Стоппа — Орест
- Ліна Волоні[it] — Тіна, свекруха Ореста
- Антоніо Чіфар’єлло[it] — Маріо, боксер
- Серджо Тофано — Агостіно

## Навколо фільму
- Фільм зроблений кінокомпанією Lux Film і знятий на всесвітньо відомій італійській кіностудії «Чінечітта».